# Diphlebia coerulescens
Diphlebia coerulescens – gatunek ważki równoskrzydłej z rodziny Lestoideidae.
Samiec tego gatunku ma ciało w większości jaskrawo niebieskie i czarne z ciemnymi skrzydłami. Od Diphlebia euphoeoides różni się większymi rozmiarami dwóch czarnych znaków u nasady i na spodzie terga od czwartego do szóstego. Skrzydła ma węższe niż D. euphoeoides, jednak szersze niż inni przedstawiciele rodzaju, ubarwione są raczej dymnobrązowo niż czarno. Odnóża są w większości brązowawoczarne, ale mają trochę niebieskiego w górnej części środkowych i tylnych ud. Samica jest głównie brązowa i oliwkowo-zielona z przydymionymi skrzydłami. Jej odnóża są ciemnobrązowe z jasnobrązową górną częścią środkowych i tylnych ud. Wierzch odwłoka ma ciemnooliwkowozielony z ciemniejszą linią grzbietową biegnącą poniżej linii środkowej, która rozszerza się w trójkąt na końcu tergum każdego segmentu.
Gatunek występuje w Australii, znany z Queenslandu i północno-wschodniej Nowej Południowej Walii.